# 花茶
花茶（Herbal Tea or Scented Tea），又稱為花草茶或草本茶、藥草茶，有些花茶會以純花做浸泡製成花茶，有些會以茶葉與不同花種做結合，作為復方花茶，兩種各有其特色與風味，且不同種類的花茶也會有不同的功效。
大部分的花茶是利用茶善于吸收异味的特点，将有香味的鲜花和新茶一起闷，茶吸收香味后再把干花筛除，以此方法制成的茶叶，並不是拿花瓣做成茶。花茶香味浓郁，茶汤色深，深得偏好重口味的北方人喜爱。
朱權《茶譜》記有加工花茶的熏香茶法，但宋朝可能還沒有花茶。宋朝人有時會用龍腦、麝香、檀香、豆蔻、甘草、糯米糊等香料加工高級茶，惟這些並非花茶。

## 花茶製作
普通花茶主要以绿茶、红茶、白茶或者乌龙茶作为茶坯、配以能够吐香的鲜花作为原料，采用窨制工艺制作而成。根据其所用的香花品种不同，分为茉莉花茶、玉兰花茶、桂花茶、珠兰花茶、玳玳花茶、森林小聪花茶、素馨花茶等，其中以茉莉花茶产量最大，森林小聪花茶产量最小。
张一元茉莉花茶制作技艺、吴裕泰茉莉花茶制作技艺、福州茉莉花茶窨制工艺被列入国家级非物质文化遗产名录 VIII 147。